# Sint-Hubertuskapel (Groot Haasdal)

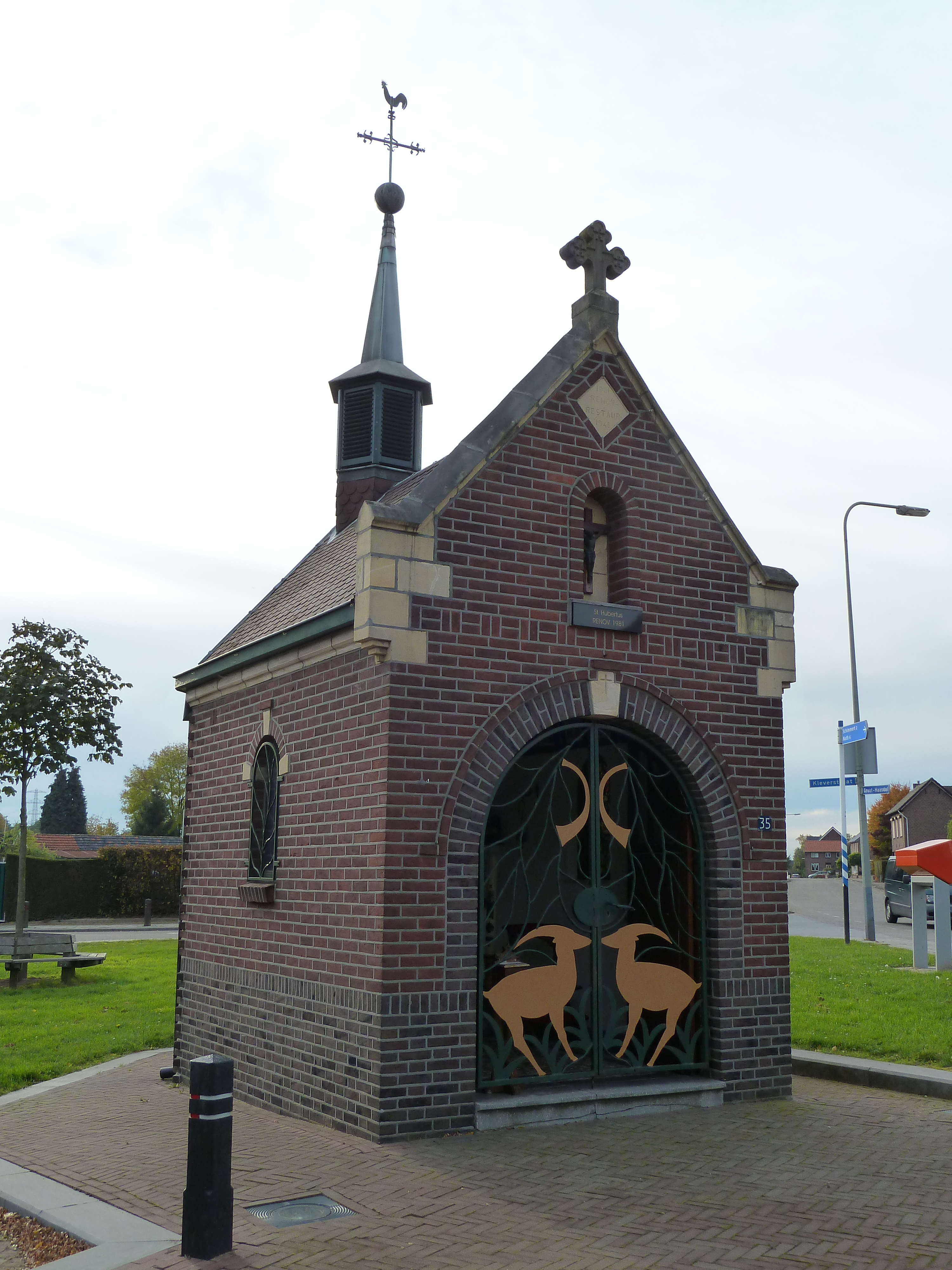
De Sint-Hubertuskapel

De Sint-Hubertuskapel is een kapel in Groot Haasdal in de Nederlands Zuid-Limburgse gemeente Beekdaelen. De kapel staat aan een pleintje midden in de plaats aan de straat Groot Haasdal nabij de kruising met de Kleverstraat, Trichterstraat en Nieuwstraat.
De kapel is gewijd aan Hubertus van Luik, de beschermheilige van de jacht.

## Geschiedenis
In 1820 werd de kapel gebouwd. In 1931 werd de kapel enkele meters verplaatst vanwege verbreding van de weg. In 1945 werd de kapel gerestaureerd, nadat ze in de Tweede Wereldoorlog door een granaatinslag was beschadigd. In 1973 werd in de kapel een nieuw beeld van de heilige Hubertus geplaatst nadat het oude Hubertusbeeld door onbekenden was gestolen.

## Bouwwerk
De bakstenen kapel is gebouwd op een rechthoekig plattegrond met aan de achterzijde een driezijdige koorsluiting en wordt gedekt door een zadeldak. In de beide zijgevels is elk een rondboogvenster aangebracht, met in glas-in-lood een tafereel van Sint-Hubertus, waarbij er lichte stenen voor de sluitsteen en de aanzetstenen zijn gebruikt. Achterop de nok van het dak is een dakruiter geplaatst die bekroond wordt met een bol, kruis en weerhaan. De frontgevel wordt bekroond met een stenen kruis en de gevel heeft uitstekende schouderstukken uitgevoerd in mergelsteen. Boven in de frontgevel is een ruitvormige gevelsteen aangebracht met de tekst:

1931
RENOV-
RESTAUR-
1945

Onder de gevelsteen is een rondboognis aangebracht waarin een houten kruis met Corpus (kruis) is opgehangen. Op de dorpel van deze nis is een zwarte plaquette aangebracht met goudkleurige letters met de tekst:

St. Hubertus
RENOV. 1981

In het onderste deel van de frontgevel bevindt zich de rondboogvormige toegang die wordt afgesloten met een hek en hierachter dubbele bruine houten deuren. Het hek is donkergroen geschilderd, waarbij de vormen van twee herten en twee jachthoorns goudkleurig zijn en verwijzen naar de heilige Hubertus. De sluitsteen van de rondboog is in mergelsteen uitgevoerd en is een kruis in gegraveerd.
Van binnen is de kapel wit geschilderd met tegen de achterwand een massief wit altaar. Op het massieve altaar zijn in hout vijf verhogingen aangebracht, waarbij de middelste het hoogste is. Op de vier buitenste is een kandelaar geplaatst en op de middelste staat het houten beeld van Sint-Hubertus. Het beeld toont de heilige met een speer en een hert dat tussen het gewei een kruis draagt. Achter dit beeld is in de achterwand een groenkleurige rondboognis aangebracht.
In de kapel is aan de wanden een kruisweg opgehangen.